# Danh sách thành phố chủ nhà Thế vận hội
Đây là danh sách các thành phố chủ nhà của Thế vận hội, cả mùa hè và mùa đông, kể từ khi Thế vận hội hiện đại bắt đầu năm 1896. Kể từ đó, đại hội mùa hè thường–nhưng không phải luôn luôn–diễn ra theo chu kỳ bốn năm được gọi là Olympiad. Đã có 29 kỳ  Thế vận hội Mùa hè được tổ chức tại 23 thành phố khác nhau, và 22 kỳ Thế vận hội Mùa đông diễn ra tại 19 thành phố khác nhau. Ngoài ra, ba kỳ mùa hè và hai kỳ mùa đông được dự kiến tổ chức nhưng sau đó bị hủy do chiến tranh: Berlin (mùa hè) năm 1916; Helsinki (mùa hè) và Garmisch-Partenkirchen (mùa đông) năm 1940; và Luân Đôn (mùa hè) và Cortina d'Ampezzo (mùa đông) năm 1944. Thế vận hội Mùa hè 1906 được chính thức phê chuẩn và diễn ra tại Athens. Năm 1949, Ủy ban Olympic quốc tế (IOC), quyết định không công nhận kỳ Thế vận hội 1906. Ba thành phố được IOC lựa chọn để tổ chức các kỳ Thế vận hội tiếp theo là: Pyeongchang cho Thế vận hội Mùa đông 2018, Tokyo cho Thế vận hội Mùa hè 2020, và Bắc Kinh cho Thế vận hội Mùa đông 2022 . Việt Nam chưa bao giờ là chủ nhà của các kì thế vận hội.
Năm 2022, Bắc Kinh sẽ trở thành thành phố duy nhất tổ chức cả Thế vận hội Mùa hè và Mùa đông. Bảy thành phố tổ chức Thế vận hội hơn một lần là: Athens (Thế vận hội Mùa hè 1896 và 2004), Paris (Thế vận hội Mùa hè 1900 và 1924), Luân Đôn (Thế vận hội Mùa hè 1908, 1948 và 2012), St. Moritz (Thế vận hội Mùa đông 1928 và 1948), Lake Placid (Thế vận hội Mùa đông 1932 và 1980), Los Angeles (Thế vận hội Mùa hè 1932 và 1984), và Innsbruck (Thế vận hội Mùa đông 1964 và 1976). Tokyo sẽ gia nhập danh sách trên vào Thế vận hội Mùa hè 2020, trước đó họ đã tổ chức Thế vận hội Mùa hè 1964. Ngoài ra, Stockholm tổ chức Thế vận hội Mùa hè 1912 và nội dung đua ngựa tại Thế vận hội Mùa hè 1956.[d] Luân Đôn trở thành thành phố đầu tiên tổ chức ba kỳ Thế vận hội vào Thế vận hội Mùa hè 2012.
Hoa Kỳ tổng cộng đã tổ chức tám kỳ Thế vận hội, nhiều nhất trong các quốc gia, xếp sau là Pháp với năm lần. Canada, Đức, Ý, Nhật Bản, và Anh Quốc có ba lần.
Thế vận hội chủ yếu được tổ chức tại châu Âu (36 lần) và châu Mỹ (12 lần); năm lần Thế vận hội được tổ chức tại châu Á và hai lần tại châu Đại Dương. Năm 2016, Rio de Janeiro trở thành thành phố Nam Mỹ đầu tiên tổ chức Thế vận hội, trong khi đó châu Phi chưa từng tổ chức. Một số khu vực địa lý lớn khác chưa tổ chức là Trung Đông, Tiểu lục địa Ấn Độ, Caribe, và Đông Nam Á.
Thành phố chủ nhà được lựa chọn bởi thành viên IOC, thường là trước 7 năm. Quá trình lựa chọn kéo dài gần hai năm. Ở vòng một, bất kỳ thành phố nào trên thế giới cũng có thể nộp đơn đăng ký trở thành thành phố chủ nhà. Sau 10 tháng, Ban chấp hành IOC quyết định lựa chọn những thành phố xin đăng cai trở thành ứng cử viên chính thức dựa trên các đề xuất của các nhóm làm việc về đánh giá các đơn xin đăng cai. Tại vòng hai, các thành phố ứng cử viên được nghiên cứu kỹ lưỡng thông qua một Ủy ban đánh giá, sau đó đưa ra danh sách cuối cùng về các thành phố được chọn. Thành phố chủ nhà sẽ được lựa chọn thông qua phiếu bầu tại Phiên họp IOC, một buổi họp chung của thành viên IOC.

## Các thành phố chủ nhà Olympic
Đối với danh sách riêng các thành phố mùa hè và mùa đông, xem tại Danh sách Thế vận hội Mùa hè hiện đại và Danh sách Thế vận hội Mùa đông.
| Thành phố              | Quốc gia       | Lục địa      | Mùa hè (Olympiad) | Mùa đông | Năm  | Lễ khai mạc            | Lễ bế mạc             |
| ---------------------- | -------------- | ------------ | ----------------- | -------- | ---- | ---------------------- | --------------------- |
| Athens                 | Hy Lạp         | Âu           | I                 | —        | 1896 | 6 tháng 4              | 15 tháng 4            |
| Paris                  | Pháp           | Âu           | II                | —        | 1900 | 14 tháng 5             | 28 tháng 10           |
| St. Louis[a]           | Hoa Kỳ         | Bắc Mỹ       | III               | —        | 1904 | 1 tháng 7              | 23 tháng 11           |
| Athens[b]              | Hy Lạp         | Âu           | Mùa hè            | —        | 1906 | 22 tháng 4             | 2 tháng 5             |
| Luân Đôn[c]            | Liên hiệp Anh  | Âu           | IV                | —        | 1908 | 27 tháng 4             | 31 tháng 10           |
| Stockholm              | Thụy Điển      | Âu           | V                 | —        | 1912 | 5 tháng 5              | 22 tháng 7            |
| Berlin                 | Đức            | Âu           | VI                | —        | 1916 | Hủy do Thế chiến I     | Hủy do Thế chiến I    |
| Antwerp[h]             | Bỉ             | Âu           | VII               | —        | 1920 | 20 tháng 4             | 12 tháng 9            |
| Chamonix               | Pháp           | Âu           | —                 | I        | 1924 | 25 tháng 2             | 4 tháng 2             |
| Paris                  | Pháp           | Âu           | VIII              | —        | 1924 | 4 tháng 5              | 27 tháng 7            |
| St. Moritz             | Thụy Sĩ        | Âu           | —                 | II       | 1928 | 11 tháng 2             | 19 tháng 2            |
| Amsterdam              | Hà Lan         | Âu           | IX                | —        | 1928 | 17 tháng 5             | 12 tháng 8            |
| Lake Placid            | Hoa Kỳ         | Bắc Mỹ       | —                 | III      | 1932 | 4 tháng 2              | 15 tháng 2            |
| Los Angeles            | Hoa Kỳ         | Bắc Mỹ       | X                 | —        | 1932 | 30 tháng 7             | 14 tháng 8            |
| Garmisch-Partenkirchen | Đức Quốc xã    | Âu           | —                 | IV       | 1936 | 6 tháng 2              | 16 tháng 2            |
| Berlin                 | Đức Quốc xã    | Âu           | XI                | —        | 1936 | 1 tháng 8              | 16 tháng 8            |
| Garmisch-Partenkirchen | Đức Quốc xã    | Âu           | —                 | V        | 1940 | Hủy do Thế chiến II    | Hủy do Thế chiến II   |
| Helsinki               | Phần Lan       | Âu           | XII               | —        | 1940 | Hủy do Thế chiến II    | Hủy do Thế chiến II   |
| Cortina d'Ampezzo      | Ý              | Âu           | —                 | V        | 1944 | Hủy do Thế chiến II    | Hủy do Thế chiến II   |
| Luân Đôn               | Anh Quốc       | Âu           | XIII              | —        | 1944 | Hủy do Thế chiến II    | Hủy do Thế chiến II   |
| St. Moritz             | Thụy Sĩ        | Âu           | —                 | V        | 1948 | 30 tháng 2             | 8 tháng 2             |
| Luân Đôn               | Anh Quốc       | Âu           | XIV               | —        | 1948 | 29 tháng 7             | 14 tháng 8            |
| Oslo                   | Na Uy          | Âu           | —                 | VI       | 1952 | 14 tháng 2             | 25 tháng 2            |
| Helsinki               | Phần Lan       | Âu           | XV                | —        | 1952 | 19 tháng 7             | 3 tháng 8             |
| Cortina d'Ampezzo      | Ý              | Âu           | —                 | VII      | 1956 | 26 tháng 2             | 5 tháng 2             |
| Melbourne Stockholm[d] | Úc · Thụy Điển | Đại Dương Âu | XVI               | —        | 1956 | 22 tháng 11 10 tháng 6 | 8 tháng 12 17 tháng 6 |
| Squaw Valley           | Hoa Kỳ         | Bắc Mỹ       | —                 | VIII     | 1960 | 18 tháng 2             | 28 tháng 2            |
| Roma                   | Ý              | Âu           | XVII              | —        | 1960 | 25 tháng 8             | 11 tháng 9            |
| Innsbruck              | Áo             | Âu           | —                 | IX       | 1964 | 29 tháng 2             | 9 tháng 2             |
| Tokyo                  | Nhật Bản       | Á            | XVIII             | —        | 1964 | 10 tháng 10            | 24 tháng 10           |
| Grenoble               | Pháp           | Âu           | —                 | X        | 1968 | 6 tháng 2              | 18 tháng 2            |
| Thành phố Mexico       | México         | Bắc Mỹ       | XIX               | —        | 1968 | 12 tháng 10            | 27 tháng 10           |
| Sapporo                | Nhật Bản       | Á            | —                 | XI       | 1972 | 3 tháng 2              | 13 tháng 2            |
| München                | Tây Đức        | Âu           | XX                | —        | 1972 | 26 tháng 8             | 11 tháng 9            |
| Innsbruck              | Áo             | Âu           | —                 | XII      | 1976 | 4 tháng 2              | 15 tháng 2            |
| Montréal               | Canada         | Bắc Mỹ       | XXI               | —        | 1976 | 17 tháng 7             | 1 tháng 8             |
| Lake Placid            | Hoa Kỳ         | Bắc Mỹ       | —                 | XIII     | 1980 | 12 tháng 2             | 24 tháng 2            |
| Moskva                 | Liên Xô        | Âu[e]        | XXII              | —        | 1980 | 19 tháng 7             | 3 tháng 8             |
| Sarajevo               | Nam Tư         | Âu           | —                 | XIV      | 1984 | 7 tháng 2              | 19 tháng 2            |
| Los Angeles            | Hoa Kỳ         | Bắc Mỹ       | XXIII             | —        | 1984 | 28 tháng 7             | 12 tháng 8            |
| Calgary                | Canada         | Bắc Mỹ       | —                 | XV       | 1988 | 13 tháng 2             | 28 tháng 2            |
| Seoul                  | Hàn Quốc       | Á            | XXIV              | —        | 1988 | 17 tháng 9             | 2 tháng 10            |
| Albertville            | Pháp           | Âu           | —                 | XVI      | 1992 | 8 tháng 2              | 23 tháng 2            |
| Barcelona              | Tây Ban Nha    | Âu           | XXV               | —        | 1992 | 25 tháng 7             | 9 tháng 8             |
| Lillehammer            | Na Uy          | Âu           | —                 | XVII     | 1994 | 12 tháng 2             | 27 tháng 2            |
| Atlanta                | Hoa Kỳ         | Bắc Mỹ       | XXVI              | —        | 1996 | 19 tháng 7             | 4 tháng 8             |
| Nagano                 | Nhật Bản       | Á            | —                 | XVIII    | 1998 | 7 tháng 2              | 22 tháng 2            |
| Sydney                 | Úc             | Đại Dương    | XXVII             | —        | 2000 | 15 tháng 9             | 1 tháng 10            |
| Thành phố Salt Lake    | Hoa Kỳ         | Bắc Mỹ       | —                 | XIX      | 2002 | 8 tháng 2              | 24 tháng 2            |
| Athens                 | Hy Lạp         | Âu           | XXVIII            | —        | 2004 | 13 tháng 8             | 29 tháng 8            |
| Torino                 | Ý              | Âu           | —                 | XX       | 2006 | 10 tháng 2             | 26 tháng 2            |
| Bắc Kinh[f]            | Trung Quốc     | Á            | XXIX              | —        | 2008 | 8 tháng 8              | 24 tháng 8            |
| Vancouver              | Canada         | Bắc Mỹ       | —                 | XXI      | 2010 | 12 tháng 2             | 28 tháng 2            |
| Luân Đôn               | Anh Quốc       | Âu           | XXX               | —        | 2012 | 27 tháng 7             | 12 tháng 8            |
| Sochi                  | Nga            | Âu[e]        | —                 | XXII     | 2014 | 7 tháng 2              | 23 tháng 2            |
| Rio de Janeiro         | Brasil         | Nam Mỹ       | XXXI              | —        | 2016 | 5 tháng 8              | 21 tháng 8            |
| Pyeongchang            | Hàn Quốc       | Á            | —                 | XXIII    | 2018 | 9 tháng 2              | 25 tháng 2            |
| Tokyo                  | Nhật Bản       | Á            | XXXII             | —        | 2020 | 24 tháng 7             | 9 tháng 8             |
| Bắc Kinh               | Trung Quốc     | Á            | —                 | XXIV     | 2022 | 4 tháng 2              | 20 tháng 2            |

## Thống kê

### Thành phố chủ nhà của nhiều kỳ Thế vận hội Mùa hè và Mùa đông
| Thành phố   | Quốc gia   | Châu lục | Thế vận hội Mùa hè   | Thế vận hội Mùa đông | Tổng |
| ----------- | ---------- | -------- | -------------------- | -------------------- | ---- |
| Luân Đôn    | Anh Quốc   | Âu       | 3 (1908, 1948, 2012) | 0                    | 3    |
| Athens      | Hy Lạp     | Âu       | 3 (1896, 1906, 2004) | 0                    | 3    |
| Bắc Kinh    | Trung Quốc | Á        | 1 (2008)             | 1 (2022)             | 2    |
| Tokyo       | Nhật Bản   | Á        | 2 (1964, 2020)       | 0                    | 2    |
| Los Angeles | Hoa Kỳ     | Bắc Mỹ   | 2 (1932, 1984)       | 0                    | 2    |
| Lake Placid | Hoa Kỳ     | Bắc Mỹ   | 0                    | 2 (1932, 1980)       | 2    |
| Innsbruck   | Áo         | Âu       | 0                    | 2 (1964, 1976)       | 2    |
| St. Moritz  | Thụy Sĩ    | Âu       | 0                    | 2 (1928, 1948)       | 2    |
| Paris       | Pháp       | Âu       | 2 (1900, 1924)       | 0                    | 2    |

### Số kỳ Thế vận hội theo quốc gia

Quốc gia tổ chức Thế vận hội Mùa hè
Hơn 3 lần
3 lần
2 lần
1 lần
Chưa tổ chức

Quốc gia tổ chức Thế vận hội Mùa đông
Hơn 3 lần
3 lần
2 lần
1 lần
Chưa tổ chức

| Hạng | Quốc gia             | Lục địa   | Thế vận hội Mùa hè         | !Thế vận hội Mùa đông      | !Tổng |
| ---- | -------------------- | --------- | -------------------------- | -------------------------- | ----- |
| 1    | Hoa Kỳ               | Bắc Mỹ    | 4 (1904, 1932, 1984, 1996) | 4 (1932, 1960, 1980, 2002) | 8     |
| 2    | Pháp                 | Âu        | 3 (1900, 1924, 2024)       | 3 (1924, 1968, 1992)       | 6     |
| 3    | Nhật Bản             | Á         | 2 (1940, 1964, 2020)       | 2 (1940, 1972, 1998)       | 4     |
| 4    | Canada               | Bắc Mỹ    | 1 (1976)                   | 2 (1988, 2010)             | 3     |
| 4    | Hy Lạp               | Âu        | 3 (1896, 1906, 2004)       | 0                          | 3     |
| 4    | Ý                    | Âu        | 1 (1960)                   | 2 (1944, 1956, 2006)       | 3     |
| 4    | Đức Quốc xã/ Tây Đức | Âu        | 2 (1916, 1936, 1972)       | 1 (1936, 1940)             | 3     |
| 4    | Anh Quốc             | Âu        | 3 (1908, 1944, 1948, 2012) | 0                          | 3     |
| 9    | Trung Quốc           | Á         | 1 (2008)                   | 1 (2022)                   | 2     |
| 9    | Hàn Quốc             | Á         | 1 (1988)                   | 1 (2018)                   | 2     |
| 9    | Liên Xô/ Nga         | Âu        | 1 (1980)                   | 1 (2014)                   | 2     |
| 9    | Úc                   | Đại Dương | 2 (1956, 2000)             | 0                          | 2     |
| 9    | Na Uy                | Âu        | 0                          | 2 (1952, 1994)             | 2     |
| 9    | Áo                   | Âu        | 0                          | 2 (1964, 1976)             | 2     |
| 9    | Thụy Sĩ              | Âu        | 0                          | 2 (1928, 1940, 1948)       | 2     |
| 16   | Brasil               | Nam Mỹ    | 1 (2016)                   | 0                          | 1     |
| 16   | Tây Ban Nha          | Âu        | 1 (1992)                   | 0                          | 1     |
| 16   | Nam Tư               | Âu        | 0                          | 1 (1984)                   | 1     |
| 16   | Mexico               | Bắc Mỹ    | 1 (1968)                   | 0                          | 1     |
| 16   | Phần Lan             | Âu        | 1 (1940, 1952)             | 0                          | 1     |
| 16   | Hà Lan               | Âu        | 1 (1928)                   | 0                          | 1     |
| 16   | Bỉ                   | Âu        | 1 (1920)                   | 0                          | 1     |
| 16   | Thụy Điển            | Âu        | 1 (1912)                   | 0                          | 1     |